# أليكس بيترسن
أليكس بيترسن (بالإنجليزية: Alex Petersen)‏ هو مدرب رياضي أمريكي، ولد في عقد 1925، وتوفي في 23 يونيو 2014.